# Scortum hillii
Scortum hillii is een  straalvinnige vissensoort uit de familie van tijgerbaarzen (Terapontidae). De wetenschappelijke naam van de soort is voor het eerst geldig gepubliceerd in 1878 door Castelnau.
De soort staat op de Rode Lijst van de IUCN als Onzeker, beoordelingsjaar 1996.